# 돌아온다
"돌아온다"는 2017년에 개봉한 대한민국의 영화이다. 2017년 제18회 전주국제영화제 코리아 시네마스케이프 부문 상영작으로 공식 초청, 전 회차 매진 기록하며 언론 및 관객들의 뜨거운 관심을 입증, 일찍이 화제를 모았다. 이어서 동년 9월 세계8대영화제인 제41회 몬트리올국제영화제의 전세계 극영화 데뷔작 중 주목할 만한 작품을 엄선한 첫 영화 경쟁(1st Film Competition) 부분에 공식 초청 되는 쾌거를 이루며, 국내 영화계를 넘어 전 세계 평단의 뜨거운 주목을 받았다. 
여기에 그치지 않고, 몬트리올국제영화제 금상이라는 최고의 영예를 얻은 <돌아온다>는 2018년 7월 제17회 달라스 아시안 영화제 경쟁작품으로 초청 상영되었다. 허철감독의 전작 <영화판> (2012), <미라클 여행기> (2015)에 이은 세번째 한국 장편영화이며 첫 극영화다.

## 캐스팅
- 김유석 : 변 사장 역
- 손수현 : 주영 역
- 리우진 : 스님 역
- 김곽경희 : 할매 역
- 최종훈 : 진철 역
- 이황의 : 황의 역
- 정연심 : 공인중개사 역
- 강유미 : 유미 역
- 박병은 : 정환 역
- 민경진 : 할아버지 역
- 최로운 : 어린 정환 역
- 안시은 : 황의 딸 역
- 차순배 : 채소가게 주인 역
- 유안 : 복부인 역
- 장우연 : 초등학교 선생님 역
- 이현철 : 초등학교 선생님 역
- 김수보 : 해원스님 역
- 박동일 : 목욕탕 직원 역
- 감례인 : 복부인 비서 역
- 허상진 : 고등학생 역
- 강경헌 : 홀로있던 손님 역 (우정출연)

## 수상 내역
- 2017년 제 41회 몬트리올 국제영화제 신인감독경쟁 금상 (허철)